# Riad Nouri
Riad Nouri (Marsiglia, 7 giugno 1985) è un ex calciatore francese, di ruolo centrocampista.